# 沖縄県民主医療機関連合会
沖縄県民主医療機関連合会（おきなわけんみんしゅいりょうきかんれんごうかい）は、沖縄県における全日本民主医療機関連合会(民医連)の地方組織。略称は沖縄民医連。

## 概要
事務局は那覇市古波蔵4-10-53 健康企画ビル3Fに置く。

## 加盟法人
(この節の出典)
- 沖縄医療生活協同組合 - 豊見城市字真玉橋593-1 8F
  - 沖縄協同病院
  - とよみ生協病院
  - 中部協同病院
- 社会福祉法人　沖縄にじの会 - 那覇市山下町5-30
- 株式会社沖縄健康企画（薬局法人） - 那覇市古波蔵4-10-53 健康企画ビル2F
- 株式会社メディコープおきなわ - 那覇市与儀2-21-6 コーポヨギC2F

## 奨学金制度
医学生、薬学生、看護学生に対し、奨学金制度を設けている。